# Посередництво Траутманна

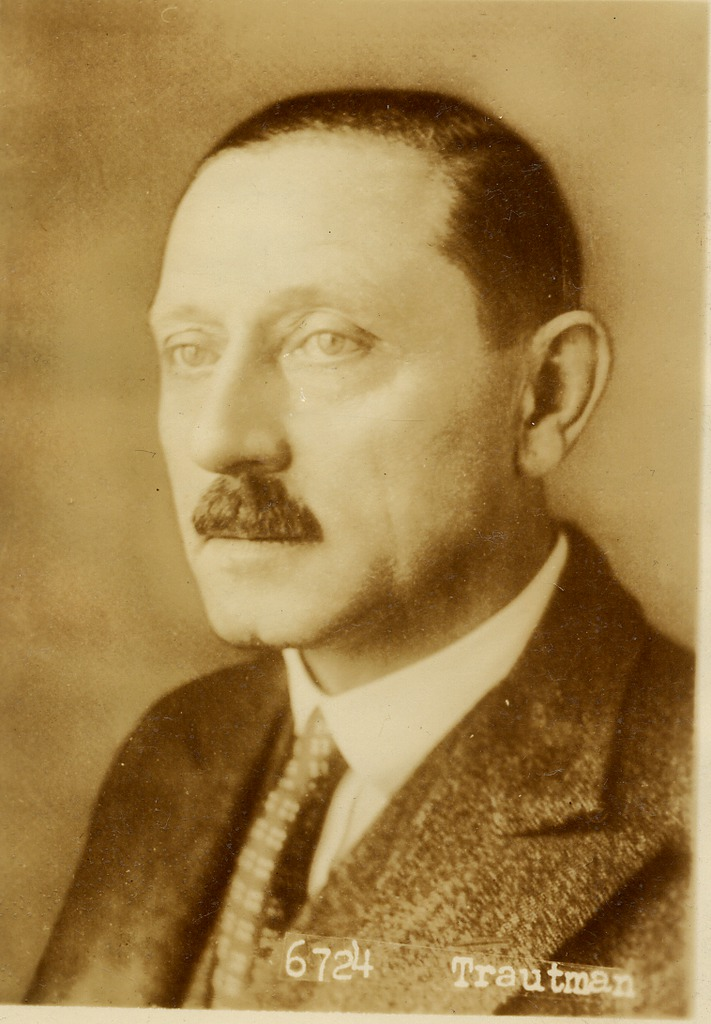
Оскар Траутманн німецький посол між Японією і Китаєм.

Посередництво Траутманна (кит. трад.: 陶德曼調停, яп. トラウトマン和平工作) спроба посла від Німеччини в Китаї Оскара Траутманна досягти миру між японським прем’єр-міністром Фумімаро Коное та лідером Чан Кайші з його китайським націоналістичним урядом,невдовзі після початку Другої японо-китайської війни.Посередництво почалося в листопаді 1937 року і закінчилося 16 січня 1938 року, коли Коное оголосив про його припинення.

## Передісторія
З 1920-х років Німеччина мала тісні стосунки з урядом Республіки Китай на чолі з націоналістичною партією Гоміньдан. Після того, як нацистська партія прийшла до влади 30 січня 1933 року, Німеччина зберігла добрі відносини з китайським урядом, але підписала Антикомінтернівський пакт з Японією в листопаді 1936 року. Німеччина сподівалася, що Японія стане східною противагою Радянському Союзу. Для Німеччини будь-який збройний конфлікт між Китаєм і Японією був небажаним через те що у містах мільйониках такі як Шанхай Нанкін Ханькоу і Тяньцзінь були побудовані завод по виробництву електротехніки хімії, та військового обладнання відомих компаній як BASF і Siemens.
Після серпня 1937 року Шанхайська битва переросла в повномасштабну війну.Китай звернувся до міжнародної спільноти, включаючи Лігу Націй, з проханням вжити необхідних заходів проти японської агресії та надати військову та матеріальну допомогу громадянам Китаю.
Японія не хотіла нескінченної війни з Китаєм,тому вона висунула свою мирну пропозицію та попросила Німеччину виступити як посередником у мирних переговорах у жовтні 1937 року.

## Перша пропозиція
Нижче наведено короткий виклад першої японської мирної пропозиції, яка була схвалена Німеччиною.
Траутманн передав цю пропозицію китайському уряду а саме особисто Чану Кайші 5 листопада 1937 року.
1. Автономія Внутрішній Монголії
2. Демілітаризована зона між маріонеточною державою Маньчжоу-Го та північним Китаєм під адміністрацією Нанкінського уряду
3. Демілітаризована зона в Шанхаї з міжнародною поліцією
4. Припинення будь-якої антияпонської політики
5. Співпраця Японії та Китаю проти комунізму
6. Зниження тарифів на японські товари
7. Поважайте власність і права іноземних держав у Китаї

Японія попередила, що пропозиція буде діяти лише протягом обмеженого часу, оскільки запекла боротьба все ще триває.Однак Чан Кайші очікував дипломатичної чи військової допомоги ззовні.Тому він відклав відповідь свого уряду до столиці Японії у Токіо. 3 листопада 1937 року в Брюсселі (Бельгія) розпочалася Конференція за договором дев’яти держав, де брали участь такі держави як Австралія, Болівія, Британська імперія, Данія, Домініон Індія, Королівство Італія, Канада, Республіка Китай, Мексика, Королівство Нідерланди, Нова Зеландія, Норвегія, Португалія, СРСР, США, Франція, Швеція, Південно-Африканський Союз.
Конференція опублікувала декларацію  15 листопада і завершила  24 листопада, не вживши жодних ефективних заходів. Ліга Націй кат і не змогла вжити ефективних заходів по зупинці війни.
Протягом цього часу Японія здобувала військову перевагу, після закінчення битви за Шанхай 26 листопада. Наприкінці листопада військова ситуація для Китаю стала безнадійною. Падіння Нанкіна,тодішньої столиці, було неминучим. Тому Чан Кайші вирішив прийняти японську пропозицію як основу мирних переговорів, яка була повідомлена Траутману 2 грудня 1937 року.
Проте японські прихильники жорсткої лінії набирали обертів у Токіо після кровопролитної битви за Шанхай. Вони вважали, що початкова пропозиція була надто м’якою і більше не служила основою для можливих мирних переговорів між Японією і Китаєм. Японія офіційно відмовилася від першої пропозиції у мирних переговорів, і пообіцяла запропонувати іншу мирну пропозицію протягом кількох тижнів.

## Друга пропозиція
Після тривалої внутрішньої дискусії кабінет Коное зробив другу пропозицію:
1. Дипломатичне визнання Маньчжоу-Го
2. Надати автономію Внутрішні Монголії
3. Припинення будь-якої антияпонської та антиманьчжоу-го політику
4. Співпраця між Японією, Маньчжоу-Го та Китаєм проти глобального комунізму
5. Військові репарації Японії
6. Демілітаризовані зони в Північному Китаї та внутрішній Монголії
7. Торгова угода між Японією, Маньчжоу-Го та Китаєм

Японський дипломат розповів про це німецькому послу в Японії 22 грудня 1937 році. Японія також встановила 5 січня 1938 року як крайній термін для китайської відповіді на їх нові пропозиції.
Однак ця нова пропозиція була далеко за межами прийнятного для Чан Кайші. Він відмовився від нової більш експансійної пропозиції Японії,але офіційної відповіді на це не дав.

## Припинення

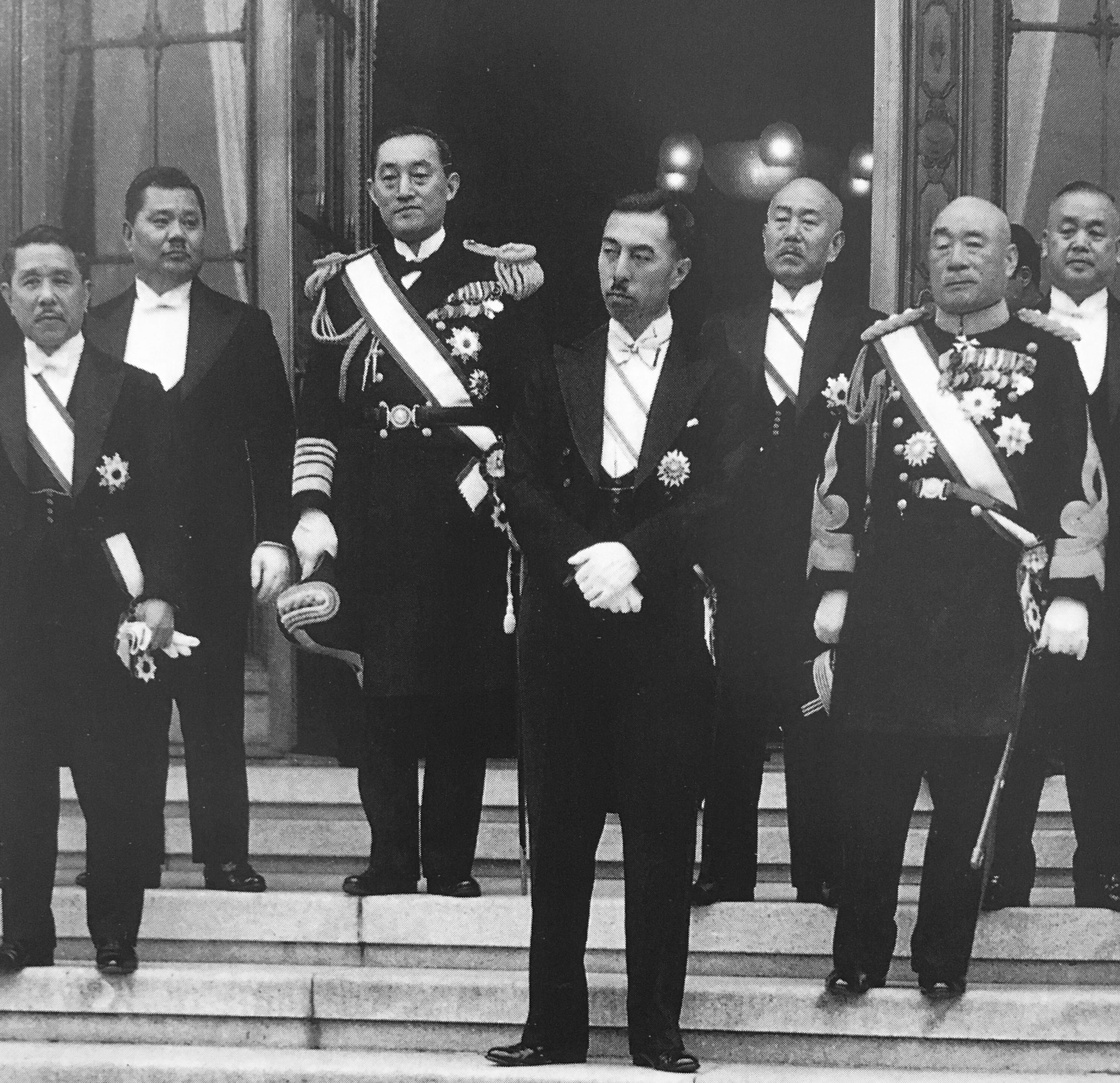
Кабінет прем'єр міністра Коное Фумімаро.

11 січня 1938 року, через шість днів після кінцевого терміну на другу пропозицію для відповіді китайського уряду,у Токіо відбулася Імперська конференція ( Гозен Кайгі ). Міністри кабінету міністрів Японії та військові лідери обговорили, як впоратися за посередництвом Траутмана для закінчення гарячої фази війни.
Імперський флот Японії не мав твердої думки, оскільки нинішня японсько-китайська війна була в основному справою піхотної армії. Армія попросила завершити війну на більш м’яких умовах дипломатичним шляхом, оскільки вона зіткнулася з набагато сильнішою далекосхідною радянською армією на північному кордоні Маньчжоу-Го і хотіла уникнути цієї нескінченної війни на виснаження. Однак міністр іноземних справ Кокі Хірота, категорично не погоджувався з японською армією. За його словами,за посередництво Траутманна не було надії через величезний розрив у думках між Китаєм і Японією.
15 січня 1938 року члени первинного кабінету міністрів Японії та військові керівники провели конференцію.Цього разу Імператор Сьова не зміг приїхати.Виникла гаряча суперечка меж членами кабінету щодо можливе продовження посередництва Траутманна. Хаяо Тада, заступник начальника Генерального штабу армії, наполягав на продовженні посередництва Німеччини у цьому питанні.Коное, Хірота, військово-морський міністр Міцумаса Йонаї та військовий міністр Хадзіме Сугіяма не погодилися з ним. Нарешті Тада неохоче погодився з Коное та Хіротою. Того ж дня Коное доповів імператору про висновок кабінету про припинення посередництва Траутмана.
Наступного дня, 16 січня 1938 року,прем'єр-міністр Коное оголосив (першу Декларацію Коное, 第一次近衛声明): «Японський уряд більше не буде вести переговори з урядом Чан Кайші».
Після цього Японія більше не визнавала уряд і самого Чан Кайші як легітимного представника Китаю та почала шукати альтернативні шляхи встановлення контролю над окупованими територіями, зокрема шляхом створення маріонеткових урядів,таким стали Китай під управлінням Ван Цзінвея і його уряд «Реорганізований Національний уряд Китайської Республіки» який з годом став маріонетковою державою підпорядкований Японській імперії.